# Dives in Misericordia

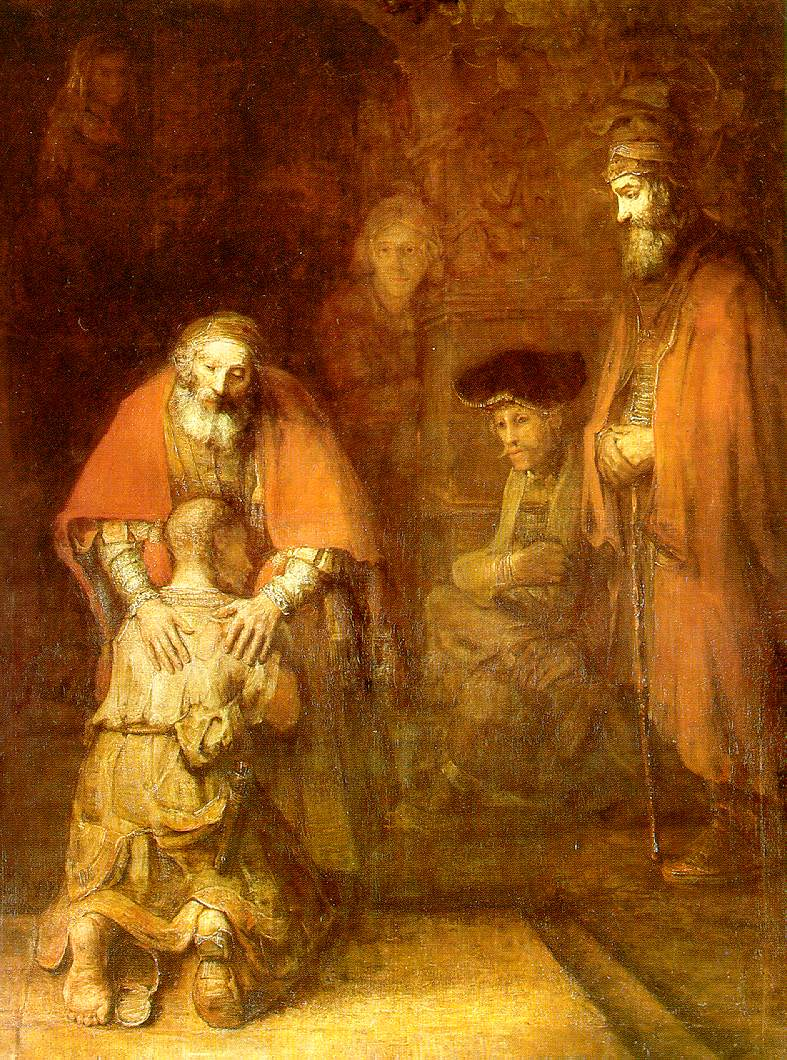
Encyklikan Dives in Misericordia behandlar bland annat Guds barmhärtighet, här gestaltad av den förlorade sonens återkomst. (Målning av Rembrandt.)

Dives in Misericordia, latin ’Rik i barmhärtighet’, är påven Johannes Paulus II:s andra encyklika, promulgerad den 30 november 1980.
Encyklikans tema är Guds barmhärtighet, men även barmhärtigheten människor emellan. Påven för fram liknelsen om den förlorade sonen som en sinnebild för barmhärtigheten.